# Yevhen Oleksandrovych Seleznyov
Yevhen Oleksandrovych Seleznyov (tiếng Ukraina: Євген Олександрович Селезньов; sinh ngày 20 tháng 7 năm 1985) là một cựu cầu thủ bóng đá chuyên nghiệp người Ukraina.
Anh từng có thời gian khoác áo Shakhtar Donetsk, cùng họ vô địch Cúp UEFA vào năm 2009, rồi ba năm sau là cú đúp danh hiệu nội địa. Anh là vua phá lưới của giải quốc gia ở mùa bóng Shakhtar giành cú đúp danh hiệu, và tiếp tục đoạt danh hiệu này ở mùa bóng tiếp theo với Dnipro.
Kể từ khi lên tuyển vào năm 2008, Seleznyov đã có 50 trận ra sân cho Ukraina, ghi 11 bàn thắng cho đội tuyển. Anh nằm trong đội hình Ukraina khi họ đồng tổ chức giải vô địch châu Âu 2012.

## Sự nghiệp

### Trở lại Shakhtar Donetsk lần hai
Sinh ra ở Makiivka, Xô viết Ukraina, Liên Xô, Yevhen Seleznyov là sản phẩm của học viện Shakhtar Donetsk và Shakhtar Makiivka. Sau khi được thăng lên cấp độ chuyên nghiệp vào năm 2002, anh chật vật  tìm suất đá ở đội một, buộc phải thi đấu cho đội số hai và số ba của câu lạc bộ ở các hạng đấu thấp hơn cũng như đội dự bị. Seleznyov có được cơ hội khẳng định bản thân vào mùa đông năm 2007 khi anh ký hợp đồng cho mượn một năm rưỡi với Arsenal Kyiv. Seleznyov là một trong những chân sút xuất sắc nhất ở giải Ngoại hạng Ukraina 2007–08, anh ghi được 17 bàn sau 24 trận. Ngay sau khi trở về Donetsk, anh được gọi lên đội tuyển quốc gia Ukraina.
Sau khi kết thúc thời hạn cho mượn, anh trở về Donetsk và ký hợp đồng năm năm. Anh ghi bàn đầu tiên cho Shakhtar vào ngày 3 tháng 8 ở trận thắng 3–0 trước Illichivets Mariupol· Anh đá ba trận ở UEFA Champions League, trong đó ở trận thắng 5–0 trên sân nhà trước FC Basel, anh vào sân từ ghế dự bị và ghi một bàn thắng.
Anh có hai lần ra ở Cúp UEFA khi đội giành chức vô địch ngay ở mùa giải đầu tiên của anh tại câu lạc bộ: vào ngày 19 tháng 2 năm 2009, một phút sau khi thế chỗ Oleksandr Hladkyy, anh đón bóng từ quả đá phạt của Jádson và đánh đấu ngay ở pha chạm bóng đầu tiên vào lưới thủ môn  Heurelho Gomes của Tottenham Hotspur để mở tỉ số trong trận thắng 2–0.

### Dnipro Dnipropetrovsk

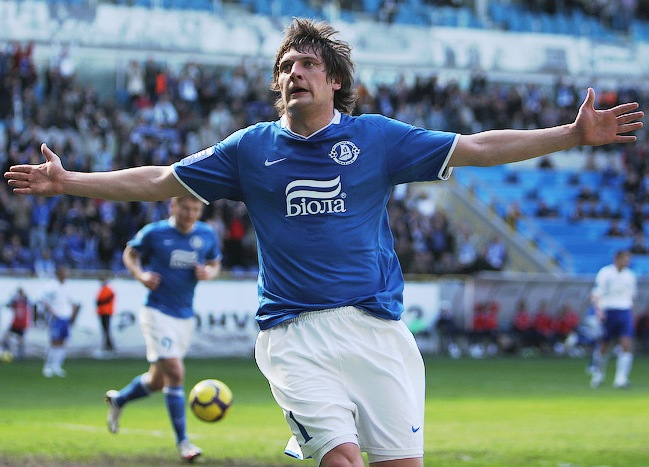
Seleznyov ăn mừng trong màu áo Dnipro vào tháng 4 năm 2010

Ngày 25 tháng 7 năm 2009, Seleznyov ký hợp đồng với đội bóng đối thủ Dnipro Dnipropetrovsk với một thỏa thuận trị giá 4,5 triệu euro. Cùng hôm ấy, anh ghi bàn đầu tiên Dnipro ở trận ra mắt đội trước Metalist Kharkiv. Ở hai mùa giải tiếp theo, Seleznyov tạo dựng chỗ đứng thành một chân sút mục có khả năng săn bàn tốt của Dnipro, đặc biệt là bằng đánh đầu. Anh là vua phá lưới của giải Ngoại hạng Ukraina 2010–11 với 17 bàn sau 24 trận.

### Trở về Shakhtar Donetsk
Ngày 22 tháng 6 năm 2011, Dnipro bán lại anh cho câu lạc bộ cũ Shakhtar Donetsk. Mức phí chuyển nhượng không được tiết lộ nhưng được ước tính vào khoảng 5 triệu euro. Tháng 9 năm 2011, Seleznyov dính vào một vụ Tai nan xe liên hoàn trong lúc lái chiếc xe Maserati ở Donetsk. May mắn thay không có ai bị thương.
Cuối mùa giải 2011–12, Seleznyov là chân sút số một của Shakhtar và là đồng vua phá lưới của giải với Maicon, với 14 bàn, bất chấp Maicon ghi hai bàn đá phạt đền. Seleznyov ghi bàn vào lưới APOEL Nicosia ở trận thắng 2-0 tại Champions League.

### Trở lại Dnipro Dnipropetrovsk
Ngày 29 tháng 8 năm 2012, Seleznyov trở lại Dnipro với mức phí không được tiết lộ.
Ngày 7 tháng 5 năm 2015, Seleznyov ghi bàn gỡ hòa ở phút 80 trong trận bán kết lượt đi Europa League trước Napoli, cân bằng tỉ số 1–1 và giúp cho Dnipro có được lợi thế bàn thắng sân khách trước trận lượt về. Một tuần sau, ở trận lượt về tại Sân vận động Olympic ở Kyiv, Seleznyov ghi bàn duy nhất của trận đấu, giúp Dnipro thắng 1–0 để lần đầu lọt vào trận chung kết cúp châu Âu vào ngày 27 tháng 5 năm 2015, với tỉ số chung cuộc là 2–1 sau hai lượt trận. Dnipro thua trận chung kết với tỉ số 3–2, Seleznyov vào sân thi đấu ở phút 78.

### Kuban Krasnodar
Ngày 25 tháng 2 năm 2016, anh ký hợp đồng với đội bóng Nga FC Kuban Krasnodar. Seleznyov được Dnipro thanh lý để cho anh tới Kuban miễn phí với điều kiện Seleznyov sẽ xóa nợ vượt quá một triệu euro của câu lạc bộ. Trước khi ký với Kuban, Seleznyov đã từ chối đề nghị từ một vài câu lạc bộ ở giải Ngoại hạng Anh.
Ngày 11 tháng 5 năm 2016, trong một buổi phỏng vấn với kênh Football 1, Yevhen Seleznyov xác nhận anh đã hủy hợp đồng với Kuban. Mùa giải kế tiếp chứng kiến Kuban bị rớt khỏi Giải bóng đá Hạng nhất Nga.

### Shakhtar Donetsk
Ngày 14 tháng 5 năm 2016, FC Shakhtar Donetsk xác nhận câu lạc bộ đã ký hợp đồng hai năm với Seleznyov. Tháng 12 năm 2016, Seleznyov rời câu lạc bộ theo đồng thuận chung giữa hai bên.

### Kardemir Karabükspor
Chưa đầy một tuần sau khi chia tay Shakhtar, một nguồn tin  cho biết Seleznyov đã ký hợp đồng với Kardemir Karabükspor - câu lạc bộ chỉ vừa mới quay trở lại giải vô địch quốc gia Thổ Nhĩ Kỳ.

### Akhisarspor
Ngày 10 tháng 5 năm 2018, Seleznyov giúp câu lạc bộ Akhisar Belediyespor giành danh hiệu chuyên nghiệp đầu tiên tại Cúp quốc gia Thổ Nhĩ Kỳ 2017–18.

## Sự nghiệp quốc tế
Ngày 24 tháng 5 năm 2008, anh có trận ra mắt đội tuyển quốc gia Ukraina ở một trận đấu giao hữu với Hà Lan. Anh ghi bàn đầu tiên cho đội tuyển vào lưới Na Uy tại Dnipropetrovsk vào ngày 19 tháng 11 - đây cũng là bàn thắng duy nhất của trận đấu.
Seleznyov được chọn lên đội tuyển Ukraina khi họ đồng tổ chức giải vô địch châu Âu 2012, nhưng không có cơ hội vào sân thi đấu do đội bị loại ở vòng bảng.
Ngày 6 tháng 9 năm 2013, Seleznyov là một trong số chín cầu thủ Ukraina ghi bàn trong trận thắng hủy diệt 9–0 trước San Marino tại Arena Lviv, thuộc vòng loại giải vô địch bóng đá thế giới 2014. Anh ghi bàn cú đúp bàn thắng đầu tiên cho tuyển vào ngày 15 tháng 10 ở trận lượt đi, khi Ukraina thắng 8–0 tại Serravalle; kết quả này đã mang về tấm vé cho Ukraina dự vòng play-off, song họ để thua Pháp.

## Thống kê sự nghiệp

### Câu lạc bộ
Tính đến 14 tháng 6 năm 2019
| Câu lạc bộ            | Mùa giải            | Giải quốc gia           | Giải quốc gia | Giải quốc gia | Cúp quốc gia | Cúp quốc gia | Liên lục địa | Liên lục địa | Khác    | Khác         | Tổng cộng | Tổng cộng    |
| Câu lạc bộ            | Mùa giải            | Hạng đấu                | Số trận       | Số bàn thắng  | Số trận      | Số bàn thắng | Số trận      | Số bàn thắng | Số trận | Số bàn thắng | Số trận   | Số bàn thắng |
| --------------------- | ------------------- | ----------------------- | ------------- | ------------- | ------------ | ------------ | ------------ | ------------ | ------- | ------------ | --------- | ------------ |
| Arsenal Kyiv          | 2006–07             | Giải Ngoại hạng Ukraina | 12            | 2             | 0            | 0            | –            | –            | –       | –            | 12        | 2            |
| Arsenal Kyiv          | 2007–08             | Giải Ngoại hạng Ukraina | 24            | 17            | 0            | 0            | –            | –            | –       | –            | 24        | 17           |
| Arsenal Kyiv          | Tổng cộng           | Tổng cộng               | 36            | 19            | 0            | 0            | –            | –            | –       | –            | 36        | 19           |
| Shakhtar Donetsk      | 2008–09             | Giải Ngoại hạng Ukraina | 26            | 7             | 2            | 2            | 2            | 2            | 1       | 0            | 31        | 11           |
| Dnipro Dnipropetrovsk | 2009–10             | Giải Ngoại hạng Ukraina | 27            | 13            | 3            | 3            | –            | –            | –       | –            | 30        | 16           |
| Dnipro Dnipropetrovsk | 2010–11             | Giải Ngoại hạng Ukraina | 24            | 17            | 3            | 1            | 2            | 1            | –       | –            | 29        | 19           |
| Dnipro Dnipropetrovsk | Tổng cộng           | Tổng cộng               | 51            | 30            | 6            | 4            | 2            | 1            | –       | –            | 59        | 35           |
| Shakhtar Donetsk      | 2011–12             | Giải Ngoại hạng Ukraina | 23            | 14            | 2            | 0            | 3            | 1            | 1       | 0            | 29        | 15           |
| Shakhtar Donetsk      | 2012–13             | Giải Ngoại hạng Ukraina | 3             | 2             | 0            | 0            | –            | –            | –       | –            | 3         | 2            |
| Shakhtar Donetsk      | Tổng cộng           | Tổng cộng               | 26            | 16            | 2            | 0            | 3            | 1            | 1       | 0            | 32        | 17           |
| Dnipro Dnipropetrovsk | 2012–13             | Giải Ngoại hạng Ukraina | 22            | 7             | 4            | 0            | 6            | 3            | –       | –            | 32        | 10           |
| Dnipro Dnipropetrovsk | 2013–14             | Giải Ngoại hạng Ukraina | 29            | 13            | 1            | 1            | 7            | 2            | –       | –            | 37        | 16           |
| Dnipro Dnipropetrovsk | 2014–15             | Giải Ngoại hạng Ukraina | 21            | 8             | 5            | 3            | 13           | 2            | –       | –            | 39        | 13           |
| Dnipro Dnipropetrovsk | 2015–16             | Giải Ngoại hạng Ukraina | 16            | 10            | 2            | 1            | 5            | 2            | –       | –            | 23        | 13           |
| Dnipro Dnipropetrovsk | Tổng cộng           | Tổng cộng               | 88            | 38            | 12           | 5            | 31           | 9            | –       | –            | 131       | 52           |
| Kuban Krasnodar       | 2015–16             | Giải Ngoại hạng Nga     | 9             | 3             | 1            | 0            | –            | –            | –       | –            | 10        | 3            |
| Shakhtar Donetsk      | 2016–17             | Giải Ngoại hạng Ukraina | 3             | 1             | 1            | 0            | 2            | 1            | 1       | 0            | 7         | 2            |
| Karabükspor           | 2016–17             | Süper Lig               | 16            | 6             | 0            | 0            | –            | –            | –       | –            | 16        | 6            |
| Karabükspor           | 2017–18             | Süper Lig               | 13            | 1             | 2            | 1            | –            | –            | –       | –            | 15        | 2            |
| Karabükspor           | Tổng cộng           | Tổng cộng               | 29            | 7             | 2            | 1            | –            | –            | –       | –            | 31        | 8            |
| Akhisar Belediyespor  | 2017–18             | Süper Lig               | 17            | 6             | 5            | 4            | –            | –            | –       | –            | 22        | 10           |
| Akhisar Belediyespor  | 2018–19             | Süper Lig               | 7             | 3             | 0            | 0            | 3            | 0            | 1       | 1            | 11        | 4            |
| Akhisar Belediyespor  | Tổng cộng           | Tổng cộng               | 24            | 9             | 5            | 4            | 3            | 0            | 1       | 1            | 33        | 14           |
| Málaga                | 2018–19             | Segunda División        | 12            | 0             | 0            | 0            | –            | –            | –       | –            | 12        | 0            |
| Tổng cộng sự nghiệp   | Tổng cộng sự nghiệp | Tổng cộng sự nghiệp     | 304           | 130           | 31           | 16           | 43           | 14           | 4       | 1            | 377       | 161          |

### Quốc tế
Tính đến 14 tháng 6 năm 2019
| Ukraina   |         |              |
| Năm       | Số trận | Số bàn thắng |
| 2008      | 5       | 1            |
| 2009      | 8       | 3            |
| 2010      | 7       | 1            |
| 2011      | 7       | 0            |
| 2012      | 6       | 0            |
| 2013      | 9       | 4            |
| 2014      | 0       | 0            |
| 2015      | 6       | 2            |
| 2016      | 4       | 0            |
| 2017      | 3       | 0            |
| 2018      | 3       | 0            |
| 2019      | 0       | 0            |
| Tổng cộng | 58      | 11           |

Tỉ số và kết quả liệt kê bàn thắng của Ukraina trước.
| Thứ tự | Ngày                 | Nơi tổ chức                                               | Đối thủ    | Tỉ số | Kết quả | Giải đấu                                |
| ------ | -------------------- | --------------------------------------------------------- | ---------- | ----- | ------- | --------------------------------------- |
| 1.     | 19 tháng 11 năm 2008 | Dnipro-Arena, Dnipropetrovsk, Ukraina                     | Na Uy      | 1–0   | 1–0     | Giao hữu                                |
| 2.     | 2 tháng 2 năm 2009   | Sân vận động Tsirion, Limassol, Síp                       | Slovakia   | 2–1   | 3–2     | Giải bóng đá quốc tế Síp                |
| 3.     | 5 tháng 9 năm 2009   | Sân vận động Valeriy Lobanovskyi Dynamo, Kyiv, Ukraina    | Andorra    | 5–0   | 5–0     | Vòng loại giải vô địch thế giới 2010    |
| 4.     | 14 tháng 10 năm 2009 | Comunal, Andorra la Vella, Andora                         | Andorra    | 5–0   | 6–0     | Vòng loại giải vô địch thế giới 2010    |
| 5.     | 4 tháng 9 năm 2010   | Stadion Widzewa, Łódź, Ba Lan                             | Ba Lan     | 1–1   | 1–1     | Giao hữu                                |
| 6.     | 14 tháng 8 năm 2013  | Khu liên hợp thể thao quốc gia Olimpiyskiy, Kyiv, Ukraina | Israel     | 2–0   | 2–0     | Giao hữu                                |
| 7.     | 6 tháng 9 năm 2013   | Arena Lviv, Lviv, Ukraina                                 | San Marino | 2–0   | 9–0     | Vòng loại giải vô địch thế giới 2014    |
| 8.     | 15 tháng 10 năm 2013 | Stadio Olimpico, Serravalle, San Marino                   | San Marino | 1–0   | 8–0     | Vòng loại giải vô địch thế giới 2014    |
| 9.     | 15 tháng 10 năm 2013 | Stadio Olimpico, Serravalle, San Marino                   | San Marino | 3–0   | 8–0     | Vòng loại giải vô địch thế giới 2014    |
| 10.    | 9 tháng 10 năm 2015  | Philip II Arena, Skopje, Macedonia                        | Macedonia  | 1–0   | 2–0     | Vòng loại giải vô địch châu Âu 2016     |
| 11.    | 14 tháng 11 năm 2015 | Arena Lviv, Lviv, Ukraine                                 | Slovenia   | 2–0   | 2–0     | Vòng play-off giải vô địch châu Âu 2016 |

## Danh hiệu

### Tập thể
FC Shakhtar Donetsk
- Giải Ngoại hạng Ukraina: 2011–12
- Cúp quốc gia Ukraina: 2011–12
- Siêu cúp Ukraina: 2008, 2012
- Cúp UEFA: 2008–09

FC Dnipro Dnipropetrovsk
- Á quân UEFA Europa League: 2014–15

Akhisar Belediyespor
- Cúp quốc gia Thổ Nhĩ Kỳ: 2017–18
- Siêu cúp Thổ Nhĩ Kỳ: 2018

### Cá nhân
- Vua phá lưới giải Ngoại hạng Ukraina: 2010–11, 2011–12
- Vua phá lưới Cúp CIS: 2006